# Крашкув (Лодзинське воєводство)
Крашкув (пол. Kraszków) — село в Польщі, у гміні Опочно Опочинського повіту Лодзинського воєводства.
Населення — 371 особа (2011).
У 1975-1998 роках село належало до Пйотрковського воєводства.

## Демографія
Демографічна структура станом на 31 березня 2011 року:
|          | Загалом | Допрацездатний вік | Працездатний вік | Постпрацездатний вік |
| -------- | ------- | ------------------ | ---------------- | -------------------- |
| Чоловіки | 184     | 37                 | 128              | 19                   |
| Жінки    | 187     | 28                 | 118              | 41                   |
| Разом    | 371     | 65                 | 246              | 60                   |